# Giovanni II di Cipro
Giovanni II di Cipro, o anche Giovanni II di Lusignano (Nicosia, 16 maggio 1418 – Nicosia, 28 luglio 1458), fu re di Cipro, re titolare di Gerusalemme, pretendente al trono armeno di Cilicia dal 1432 fino alla sua morte.

## Biografia

### Infanzia

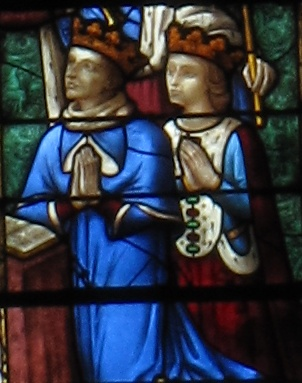
Giano I, re di Cipro e di Gerusalemme e la sua sposa Carlotta di Borbone in una vetrata della navata sud della Cattedrale di Chartres

Sia secondo Les familles d'outre-mer, che secondo la Chroniques d'Amadi et de Strambaldi. T. 1, Giovanni era il figlio primogenito del re di Cipro e di Gerusalemme, pretendente al trono armeno di Cilicia, Giano di Lusignano (1375 – 1432) e della sua seconda moglie, Carlotta di Borbone (1388-1422), che, secondo lo storico e genealogista francese, Pierre de Guibours, detto Père Anselme de Sainte-Marie o più brevemente Père Anselme, nel suoHistoire généalogique et chronologique de la maison royale de France, Carlotta era figlia del Conte di La Marche, Giovanni di Borbone-La Marche e della Contessa di Vendôme e di Castres, Caterina di Vendôme, che sempre secondo Père Anselme, era la figlia di Giovanni VI di Vendôme, Conte di Vendôme e di Castres e di Giovanna di Ponthieu, signora d’Épernon, figlia di Giovanni di Ponthieu, Conte di Aumale, Signore di Montgomery, d’Épernon, di Noyelles-sur-Mer e di Fontaine-Guérard e di Caterina d’Artois.
Secondo Les familles d'outre-mer, Giano di Lusignano era il figlio maschio primogenito del re di Cipro, re titolare di Gerusalemme, pretendente al trono armeno di Cilicia, Giacomo I (verso il 1334 – 1398) e della principessa appartenente alla dinastia dei Brunswick-Grubenhagen, Helvis o Helisia (1343-1422), primogenita e unica figlia femmina del duca Filippo di Brunswick-Grubenhagen (circa 1332 – 4 agosto 1369 o 1370), connestabile di Gerusalemme, e della prima moglie Helisia o Alice di Dampierre, figlia di Oddone di Dampierre e Isabella di Lusignano, citati da Les familles d'outre-mer e dalla Chroniques d'Amadi et de Strambaldi. T. 1.
Nell'anno stesso della nascita, Giovanni fu creato principe titolare d'Antiochia.
Suo padre, Giano, che, nel 1426 era stato fatto prigioniero dai mamelucchi nella battaglia di Choirokoitia, e condotto al Cairo, liberato nel 1427, dopo il pagamento di un riscatto di 200.000 ducati veneziani, non si era più ripreso da tale umiliazione, si ammalò gravemente e, dopo un anno morì a Nicosia nel 1432 e fu tumulato nella chiesa di San Domenico a Nicosia; Giovanni, circa sedicenne, gli succedette come Giovanni II, e venne incoronato re di Cipro il 24 agosto di quello stesso anno, nella Cattedrale di Santa Sofia di Nicosia. 

### Relazione con Marietta di Patrasso
Giovanni II ebbe un'amante, Marietta di Patrasso, di cui non si conoscono gli ascendenti e che nella Chronique de l'Île de Chypre viene descritta come una donna bella e saggia (Marietta da Patras dal Arcipelago, donna bellissima e savia), che, prima del 1441, gli aveva dato un figlio, Giacomodetto il Bastardo (1438 – 1473).

### Primo matrimonio
Giovanni aveva sposato, in prime nozze, nel 1437, a Ripaglia, per procura (rappresentato dallo zio, Ugo) Amedea Paleologa (1418 – 1440), figlia del Marchese del Monferrato, GianGiacomo; le nozze erano state celebrate in Savoia perché la madre di Amedea, secondo il Monumenta Aquensia, Volume 2 era Giovanna di Savoia, figlia di Amedeo VII di Savoia. Amedea, che la Chroniques d'Amadi et de Strambaldi. T. 1, cita col nome di Medea, arrivò a Cipro, nel 1440, il matrimonio fu celebrato il 3 luglio e il 13 settembre morì, anche la Chroniques d'Amadi et de Strambaldi. T. 2, cita Amedea col nome di Medea, riportando che il 3 luglio fu anche incoronata regina di Cipro, confermando la morte al 13 settembre e la tumulazione nella chiesa di San Domenico accanto alla suocera.

### Secondo matrimonio

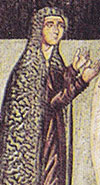
Elena Paleologa

Giovanni, dopo essere rimasto vedovo, aveva sposato, in seconde Elena (1428 – 1458), figlia di Teodoro II Paleologo (1396 – 1448) despota della Morea e rampollo di Manuele II Paleologo, imperatore bizantino (1350 – 1425). La madre di Elena era Cleofe Malatesta, figlia di Malatesta IV, signore di Pesaro e Fano, e di Elisabetta da Varano, morta misteriosamente nel 1433. La sua prole fu soltanto femminile: Carlotta, che gli succedette, e Cleofe, morta precocemente.

### Regno

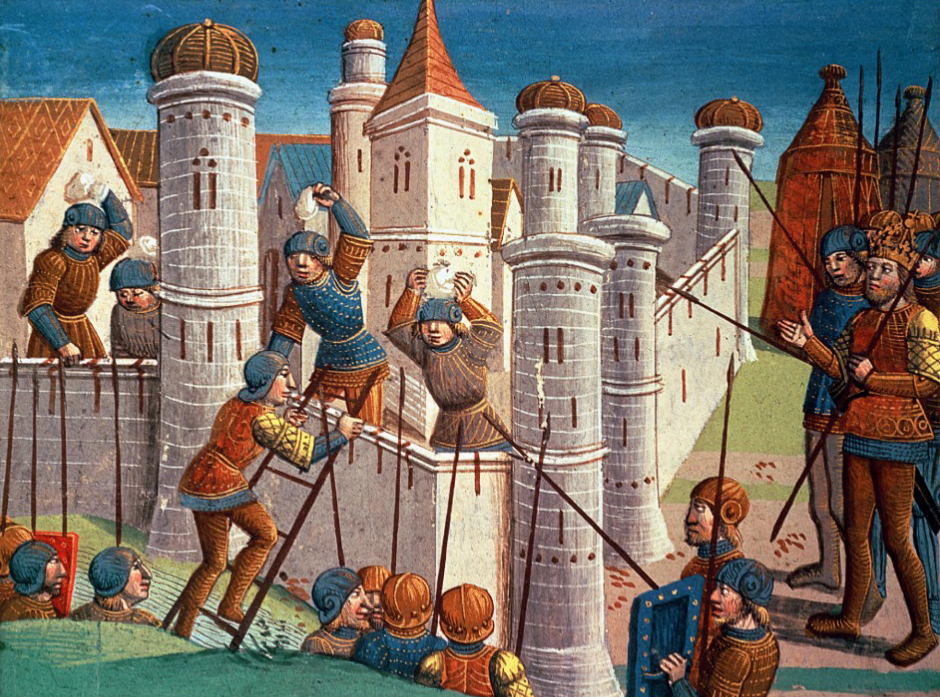
Immagine raffigurante l'assedio di una città medievale, che in alcune opere è stata erroneamente descritta come l'assedio di Costantinopoli.

Uno dei primi atti di Giovanni II fu di nominare suo zio, Ugo, cardinale, Arcivescovo di Nicosia, suo rappresentante al concilio di Basilea, come da documento n° XIV della Histoire de l'île de Chypre sous le règne des princes de la maison de Lusignan. 3, datato 8 luglio 1432.
Giovanni, come suo padre Giano, dovette riconoscere la sovranità del sultano, e versare un tributo periodico ai mamelucchi.
Nel 1441 Giovanni tentò di riconquistare la città di Famagosta, assediandola, ma l'impresa fu vana e dovette fare pace coi genovesi.
La seconda moglie, Elena, cercò di diffondere la religione ortodossa, sostituendo i sacerdoti latini con quelli greci.
Secondo la Chronique de l'Île de Chypre, la regina Elena, venuta a conoscenza che il re Giovanni II aveva come amante Marietta, la fece convocare e le fece tagliare il naso (pratica comune nelle mutilazioni politiche nella cultura bizantina), per ledere la sua dignità e sfigurarla. Volle inoltre che il figlio di Marietta fosse eliminato, ma Giovanni II lo impedì.
Il regno di Giovanni fu contraddistinto da un incremento dell'influenza greca, che era diminuita per la presenza francese a Cipro: le sollecitazioni della moglie Elena e l'arrivo di molti aristocratici bizantini, dopo la presa di Costantinopoli da parte degli ottomani, favorirono l'effetto opposto. La regina lottò strenuamente contro il figlio naturale del marito e contro la madre di questi, Marietta, ma il suo atteggiamento non impedì al sovrano di nominare Giacomo secondo erede, dopo la figlia legittima Carlotta.In effetti il figlio Giacomo, essendo morto l'arcivescovo di Nicosia, all'età di quindici anni lo sostituì con approvazione papale.

In quello stesso anno, 1456, la figlia Carlotta, erede al trono, era stata data in moglie a Giovanni di Coimbra, che ricevette il titolo di principe titolare d'Antiochia e affiancò il suocero nel governo del regno; quando l'anno successivo si ammalò e morì, la suocera Elena fu sospettata di averlo fatto avvelenare dal ciambellano di corte, in quanto cercava di contrastare la religione ortodossa.
Tra il 1457 ed il 1458, Giacomo, che era stato privato dell'arcivescovado di Nicosia ed era andato prima a Venezia e poi a Rodi, era tornato a Cipro per vendicarsi dei suoi nemici; Giovanni II e la moglie si rinchiusero nel castello di Nicosia, dove Elena morì all'inizio del 1458.

### Morte
Giovanni II morì il 28 luglio 1458, all'età di 40 anni: gli subentrerà sul trono la quattordicenne Carlotta che, dal 1459 al 1464, regnò insieme al marito Luigi di Savoia, cadetto di Ludovico e di Anna di Lusignano, figlia di Giano di Cipro.

Il re defunto fu tumulato nella chiesa di San Domenico, a Nicosia, luogo di sepoltura dei membri della famiglia reale.

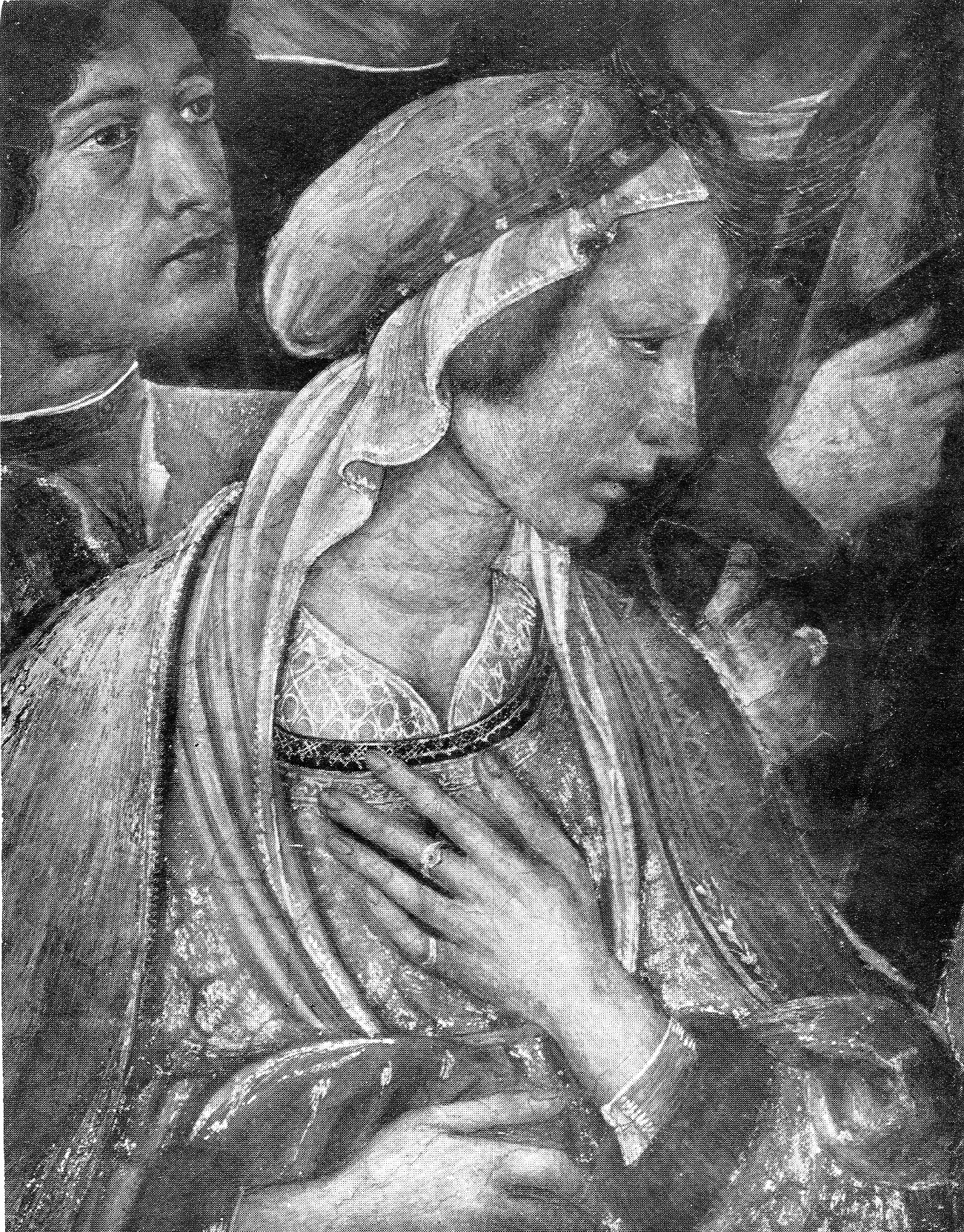
La regina Carlotta di Cipro
Affresco della Cappella Sistina di Cosimo Rosselli del Palazzo Apostolico, Città del Vaticano, 1481

## Discendenza
Giovanni II da Amedea Paleologa, non ebbe discendenza.
Giovanni II da Elena Paleologa ebbe due figlie:
- Carlotta (1444 – 1487), che succedette al padre[33];
- Cleofe[25] (1446 – 1448).

Giovanni II da Marietta di Patrasso ebbe un figlio:
- Giacomo detto il Bastardo (1438 – 1473), fu arcivescovo di Nicosia nel 1456 e re di Cipro dal 1463 al 1473, dopo aver deposta la sorellastra Carlotta[34].

## Ascendenza
|                                 |                                |                                  | Genitori                           |  |  | Nonni |  |  | Bisnonni        |  |  | Trisnonni          |  |
|                                 |                                |                                  |                                    |  |  |       |  |  | Ugo IV di Cipro |  |  | Guido di Lusignano |  |
|                                 |                                |                                  |                                    |  |  |       |  |  | Ugo IV di Cipro |  |  | Guido di Lusignano |  |
|                                 |                                | Eschiva di Ibelin                |                                    |  |  |       |  |  | Ugo IV di Cipro |  |  |                    |  |
| Giacomo I di Cipro              |                                |                                  |                                    |  |  |       |  |  | Ugo IV di Cipro |  |  |                    |  |
|                                 |                                | Alice d'Ibelin                   | Guido di Nicosia                   |  |  |       |  |  |                 |  |  |                    |  |
|                                 |                                | Alice d'Ibelin                   | Guido di Nicosia                   |  |  |       |  |  |                 |  |  |                    |  |
|                                 |                                | Alice d'Ibelin                   | Isabella di Ibelin                 |  |  |       |  |  |                 |  |  |                    |  |
| Giano di Cipro                  |                                | Alice d'Ibelin                   |                                    |  |  |       |  |  |                 |  |  |                    |  |
|                                 |                                | Filippo di Brunswick-Grubenhagen | Enrico II di Brunswick-Grubenhagen |  |  |       |  |  |                 |  |  |                    |  |
|                                 |                                | Filippo di Brunswick-Grubenhagen | Enrico II di Brunswick-Grubenhagen |  |  |       |  |  |                 |  |  |                    |  |
|                                 |                                | Filippo di Brunswick-Grubenhagen | …                                  |  |  |       |  |  |                 |  |  |                    |  |
| Helvis di Brunswick-Grubenhagen |                                | Filippo di Brunswick-Grubenhagen |                                    |  |  |       |  |  |                 |  |  |                    |  |
|                                 |                                | Alix de Dampierre                | Oddone di Dampierre                |  |  |       |  |  |                 |  |  |                    |  |
|                                 |                                | Alix de Dampierre                | Oddone di Dampierre                |  |  |       |  |  |                 |  |  |                    |  |
|                                 |                                | Alix de Dampierre                | Isabella di Lusignano              |  |  |       |  |  |                 |  |  |                    |  |
| Giovanni II di Cipro            |                                | Alix de Dampierre                |                                    |  |  |       |  |  |                 |  |  |                    |  |
|                                 | Giacomo I di Borbone-La Marche | Luigi I di Borbone               |                                    |  |  |       |  |  |                 |  |  |                    |  |
|                                 | Giacomo I di Borbone-La Marche | Luigi I di Borbone               |                                    |  |  |       |  |  |                 |  |  |                    |  |
|                                 | Giacomo I di Borbone-La Marche | Maria di Avesnes                 |                                    |  |  |       |  |  |                 |  |  |                    |  |
| Giacomo I di Borbone-La Marche  | Giacomo I di Borbone-La Marche |                                  |                                    |  |  |       |  |  |                 |  |  |                    |  |
|                                 |                                | Giovanna di Châtillon            | Ugo di Châtillon                   |  |  |       |  |  |                 |  |  |                    |  |
|                                 |                                | Giovanna di Châtillon            | Ugo di Châtillon                   |  |  |       |  |  |                 |  |  |                    |  |
|                                 |                                | Giovanna di Châtillon            | Giovanna di Dargies                |  |  |       |  |  |                 |  |  |                    |  |
| Carlotta di Borbone             |                                | Giovanna di Châtillon            |                                    |  |  |       |  |  |                 |  |  |                    |  |
|                                 |                                | Giovanni VI di Vendôme           | Burcardo VI di Vendôme             |  |  |       |  |  |                 |  |  |                    |  |
|                                 |                                | Giovanni VI di Vendôme           | Burcardo VI di Vendôme             |  |  |       |  |  |                 |  |  |                    |  |
|                                 |                                | Giovanni VI di Vendôme           | Alice di Bretagna                  |  |  |       |  |  |                 |  |  |                    |  |
| Caterina di Vendôme             |                                | Giovanni VI di Vendôme           |                                    |  |  |       |  |  |                 |  |  |                    |  |
|                                 |                                | Jeanne de Ponthieu               | …                                  |  |  |       |  |  |                 |  |  |                    |  |
|                                 |                                | Jeanne de Ponthieu               | …                                  |  |  |       |  |  |                 |  |  |                    |  |
|                                 |                                | Jeanne de Ponthieu               | …                                  |  |  |       |  |  |                 |  |  |                    |  |
|                                 |                                | Jeanne de Ponthieu               |                                    |  |  |       |  |  |                 |  |  |                    |  |

### Fonti primarie
- (IT)  Chroniques d'Amadi et de Strambaldi. T. 1.
- (IT)  Chroniques d'Amadi et de Strambaldi. T. 2.
- (IT)  Monumenta Aquensia, Volume 2.
- (IT)  Chronique de l'Île de Chypre.
- (LA)  Histoire de l'île de Chypre sous le règne des princes de la maison de Lusignan, Volume 3.
- (FR)  Histoire généalogique et chronologique de la maison royale de France.

### Letteratura storiografica
- (FR)  Les familles d'outre-mer.
- F. Fileti, I Lusignano, Firenze 2000.
- L. Somma, La regina Cornaro tra Cipro e Venezia, Villorba 2010.
- D. Taverna, Anna di Cipro, Milano 2010.